# Snickerdoodle
Pour les articles homonymes, voir Doodle.
Un snickerdoodle est un type de biscuit fait de beurre ou d'huile, de sucre et de farine roulé dans du sucre à la cannelle (en). Parfois on ajoute des œufs comme ingrédients, de la crème de tartre et de la levure chimique pour faire lever la pâte. Les snickerdoodles sont caractérisés par leur surface craquelée et leur consistance peut être craquante ou plus molle selon la préférence.

## Étymologie
The Joy of Cooking mentionne que les snickerdoodles auraient une origine allemande et que ce nom proviendrait de la déformation de Schneckennudeln (pâtes escargots) qui sont un type de pâtisseries. Toutefois, cette origine semble peu probable, ce terme désigne plutôt en français le pain aux raisins, appelé également en Savoie et en Suisse, un escargot. Il est aussi possible que le nom de ce biscuit ne soit qu'un mot dépourvu de sens provenant de la Nouvelle-Angleterre où il est d'usage de donner des noms étranges aux biscuits,,.